# 妮可·吉貝絲
妮可·吉貝絲（英語：Nicole Gibbs，1993年3月3日—）是一位美國網球選手。
吉貝絲曾在ITF巡迴賽贏得四座單打冠軍和三座雙打冠軍。2016年4月4日，她的單打名次達到最佳的世界排名第71名，雙打排名達到第121名。
吉貝絲在2010年從加利福尼亞州聖莫尼卡的克洛斯羅德學校畢業，之後在2014年從史丹佛大學畢業。

## 早期生涯
吉貝絲在從史丹佛大學畢業前，擔任史丹佛女子網球隊的一號單打及雙打。
吉貝絲在二年級時，贏得了2012年的NCAA女子網球錦標賽單打及雙打冠軍。在她擊敗隊友瑪洛里·柏德特後，成為了為該校贏得第15座單打冠軍（13座NCAA、2座AIAW）的選手。一小時後，吉貝絲與柏德特拋開身心理的疲憊，從喬治亞大學的娜嘉·吉爾克里斯特（Nadja Gilchrist）和卡莉·古莉克森的手中奪下雙打冠軍。吉貝絲也成為繼1985年史丹佛的琳達·蓋茨（Linda Gates）和1995年UCLA的凱莉·菲柏斯（Keri Phebus）後，第三位單季在NCAA取得雙料冠軍的選手。傳統上，NCAA冠軍若為美國人，將會獲得美國網球公開賽的外卡資格。此次的錦標賽比賽對史丹佛女子網球隊來說是歷史性的一天。這是NCAA男子或女子網球歷史上，首度隊友在單打決賽對陣，接著在隨後的雙打比賽又成為搭檔。
另外，她也獲頒2011-12年度的本田體育獎，本田體育獎是每年頒發給國家大學體育協會認可體育項目中，12校頂尖女子運動員的獎項。她也被大學女子體育獎（Collegiate Women Sports Awards）計畫選為全國頂尖的青少年女子網球選手。
吉貝絲獲選為2012年太平洋十二校聯盟的年度最佳球員，也入選了全Pac-12第一隊。她在該年取得41勝5敗的單打成績，而在雙打方面，則是21勝2敗。她以17連勝的紀錄結束了該年的賽季，並贏得另外兩座單打冠軍，分別是10月的ITA西北區錦標賽（ITA Northwest Regional Championships）及4月的太平洋十二校聯盟錦標賽（Pac-12 Championships）。
身為2012-13年度本田獎的得主，吉貝絲入選年度大學女子運動員（Collegiate Woman Athlete of the Year）及2013年本田盃（Honda Cup）。

## 職業生涯
吉貝絲曾參加過許多的WTA頂級賽的資格賽，她在2009年洛杉磯網球公開賽及2010和2011年史丹佛網球公開賽（Stanford Open）的資格賽皆拿下每一輪，2012年西南公開賽則在第一輪止步，在2012年紐哈芬網球公開賽拿下三輪並從資格賽中晉級，隨後在正選賽第二輪敗給了佩特拉·克維托娃。她也曾在2009至2011年三度打進美國公開賽資格賽，且在2010年贏得第一輪賽事。
除了紐哈芬公開賽的資格賽晉級以外，吉貝絲在2012年也進入了包括三場WTA頂級賽、第二輪敗給小威廉絲的史丹佛公開賽，以及在第一輪敗給阿莉澤·科內特的美國公開賽的正選賽。
吉貝絲與薩姆·奎里搭檔出戰2010年美國網球公開賽混合雙打比賽後，又於2011年美國網球公開賽女子雙打比賽與勞倫·戴維斯搭檔。最終，以6-4、6-1直落二輸給來自德國的尤莉亞·戈格斯及安德烈婭·佩特科維奇。
吉貝絲在2014年美國公開賽贏得她的首場大滿貫正選賽賽事勝利。接著，她在第二輪擊敗23號種子安娜斯塔西亞·帕夫柳琴科娃，但在第三輪不敵另一位種子球員弗拉維婭·佩內塔。吉貝絲在2015年贏得她的首場澳洲網球公開賽正選賽比賽冠軍，並在第二輪止步。

## ITF決賽（7-8）

### 單打（4-6）
| 圖例         |
| ------------ |
| $100,000賽事 |
| $75,000賽事  |
| $50,000賽事  |
| $25,000賽事  |
| $15,000賽事  |
| $10,000賽事  |

| 決賽場地材質 |
| ------------ |
| 硬地（4–4）  |
| 泥地（0–2）  |
| 草地（0–0）  |
| 地毯（0–0）  |

| 結果 | 次數 | 日期           | 比賽地點         | 場地 | 對手                            | 比分          |
| ---- | ---- | -------------- | ---------------- | ---- | ------------------------------- | ------------- |
| 冠軍 | 1.   | 2007年11月26日 | 墨西哥墨西哥城   | 硬地 | 瑪麗亞·費爾南達·阿爾瓦雷斯·特蘭 | 7–5、6–3      |
| 亞軍 | 1.   | 2011年6月28日  | 美國水牛城       | 泥地 | 勞倫·戴維斯                     | 7–5、2–6、4–6 |
| 冠軍 | 2.   | 2012年7月2日   | 美國丹佛         | 硬地 | 朱莉·科恩                       | 6–2、3–6、6–4 |
| 亞軍 | 2.   | 2013年2月11日  | 美國蘭喬聖達菲   | 硬地 | 麥迪遜·布倫格爾                 | 1–6、4–6      |
| 冠軍 | 3.   | 2013年7月8日   | 美國雅基馬       | 硬地 | 伊萬娜·莉斯亞克                 | 6–1、6–4      |
| 亞軍 | 3.   | 2014年3月17日  | 美國因尼斯布魯克 | 泥地 | 格蕾絲·米恩                     | 5–7、0–6      |
| 冠軍 | 4.   | 2014年7月14日  | 美國卡森         | 硬地 | 梅蘭妮·歐丁                     | 6–4、6–4      |
| 亞軍 | 4.   | 2014年7月21日  | 美國萊辛頓       | 硬地 | 麥迪遜·布倫格爾                 | 3–6、4–6      |
| 亞軍 | 5.   | 2015年10月11日 | 美國柯克蘭       | 硬地 | 曼迪·米內娜                     | 6–2、5–7、2–6 |
| 亞軍 | 6.   | 2015年11月8日  | 美國韋科         | 硬地 | 維多莉亞·格魯比奇               | 2–6、1–6      |

### 雙打（3–2）
| 圖例         |
| ------------ |
| $100,000賽事 |
| $75,000賽事  |
| $50,000賽事  |
| $25,000賽事  |
| $15,000賽事  |
| $10,000賽事  |

| 決賽場地材質 |
| ------------ |
| 硬地（2–1）  |
| 泥地（1–1）  |
| 草地（0–0）  |
| 地毯（0–0）  |

| 結果 | 次數 | 日期          | 比賽地點       | 場地 | 搭檔          | 對手                                     | 比分              |
| ---- | ---- | ------------- | -------------- | ---- | ------------- | ---------------------------------------- | ----------------- |
| 冠軍 | 1.   | 2010年5月10日 | 美國羅里       | 泥地 | 克莉絲蒂·安   | 亞歷珊德拉·穆勒 阿莎·羅兒                | 6–3、6–2          |
| 亞軍 | 1.   | 2012年7月2日  | 美國丹佛       | 硬地 | 勞倫·恩布里   | 瑪麗-夏娃·佩爾蒂埃 謝爾比·羅傑斯         | 3–6、6–3、[10–12] |
| 亞軍 | 2.   | 2013年4月22日 | 美國夏律第鎮   | 泥地 | 謝爾比·羅傑斯 | 妮可拉·斯萊特 可可·范德維奇              | 3–6、6–7(4–7)     |
| 冠軍 | 2.   | 2015年9月28日 | 美國拉斯維加斯 | 硬地 | 茱莉亞·保莎娜 | 寶拉·克里斯蒂娜·貢薩爾維斯 薩娜茲·馬蘭德 | 6–3、6–4          |
| 冠軍 | 3.   | 2015年11月7日 | 美國韋科       | 硬地 | 金久慈        | 茱莉亞·葛露希蔻 麗貝卡·彼得森            | 6–4、6–4          |

## 大滿貫戰績年表
指引：
| W | F | SF | QF | #R | RR | LQ (Q#) | A | P | Z# | PO | SF-B | F-S | G | NMS | NH | NQ |

W：冠軍；F：亞軍；SF：四強；QF：八強；#R：前四輪；RR：小組賽；LQ：止步資格賽；A：缺席；P：比赛延期；Z#：戴维斯杯/联合会杯组别赛（#表示级别）；PO：參與戴維斯盃/联合会杯附加赛；SF-B：奧運會銅牌；F-S：奧運會銀牌；G：奧運會金牌；NMS：非ATP1000大師賽系列；NH：該賽事本年度未舉行；NQ：未入圍。

### 女子單打
| 賽事             | 2009年 | 2010年 | 2011年 | 2012年 | 2013年 | 2014年 | 2015年 | 2016年 | 勝–負 |
| ---------------- | ------ | ------ | ------ | ------ | ------ | ------ | ------ | ------ | ----- |
| 澳洲網球公開賽   |        |        |        |        | Q2     | Q2     | 2R     | 2R     | 2–2   |
| 法國網球公開賽   |        |        |        |        |        | Q1     | 1R     | 1R     | 0–2   |
| 溫布頓網球錦標賽 |        |        |        |        | Q1     | Q3     | 1R     | 1R     | 0–2   |
| 美國網球公開賽   | Q1     | Q2     | Q1     | 1R     | 1R     | 3R     | 2R     |        | 3–4   |
| 勝–負            | 0–0    | 0–0    | 0–0    | 0–1    | 0–1    | 2–1    | 2–4    | 1–3    | 5–10  |

### 女子雙打
| 賽事             | 2011年 | 2012年 | 2013年 | 2014年 | 2015年 | 2016年 | 勝–負 |
| ---------------- | ------ | ------ | ------ | ------ | ------ | ------ | ----- |
| 澳洲網球公開賽   | A      | A      | A      | A      | A      | A      | 0–0   |
| 法國網球公開賽   | A      | A      | A      | A      | A      | 1R     | 0–1   |
| 溫布頓網球錦標賽 | A      | A      | A      | A      | A      | 1R     | 0–1   |
| 美國網球公開賽   | 1R     | A      | A      | 1R     | 2R     |        | 1–3   |
| 勝–負            | 0–1    | 0–0    | 0–0    | 0–1    | 1–1    | 0–2    | 1–5   |

## 外部連結
- Nicole Gibbs的国际女子网球协会官方資料（英文）
- Nicole Gibbs的國際網球總會 職業／青少年 官方資料（英文）